# Бейра Мар
Спорт Клубе Бейра Мар (на португалски: Sport Clube Beira-Mar) е португалски спортен клуб от град Авейро. Футболния отбор на клуба е известен като Бейра Мар и се състезава в Примейра Лига.

## История
Спорт Клубе Бейра Мар е основан на 1 януари 1922 в Авейро. Развива секции по футзал, баскетбол и бокс, а футболния отбор е редовен участник в двете професионални лиги на португалския футбол.
Най-добро класиране в Португалска лига е 5-о място през сезон 1990 – 91, а най-големият успех в историята на клуба е спечелването на Купата на Португалия по футбол през сезон 1998 – 99. Тогава на финала „жълто-черните“ надиграват Кампомайорензе с 1:0. Имат и един загубен финал през 1990 – 91, когато след равенство 1:1 в редовното време, губят в продълженията с 1:3 от Порто. Клубът също е шампион на Лига де Онра през 2005 – 06. Има едно участие в турнира за Купата на УЕФА през сезон 1999 – 2000. Там се изправя срещу холандския Витес и след загуба у дома с 1:2 и нулево равенство на реванша отпадат от по-нататъшно участие.
Футболния клуб се гордее със своите легенди. През сезон 1976 – 77 цветовете на отбора защитава иконата на португалския футбол Еузебио. Ветеранът изиграва 12 срещи и се отчита с три гола.

Когато отборът печели единствения си трофей през сезон 1998 – 99, е ръководен от друга клубна легенда – дългогодишният състезател на Португалския Нац. отбор Антонио Соуса. Единственото попадение във финала срещу Кампомайорензе отбелязва неговият син Рикардо Соуса. Клубът изпада в Лига де Орна през същата тази година. 
Бейра Мар играе домакинските си срещи на Ещадио Мунисипал де Авейро, който се намира в покрайнините на града.
За домакинството на Евро 2004 стадионът основно е реконструиран. Португалския архитект Томаш Тавейра му предава модерен и оригинален дизайн, а феновете го наричат „цирка“ заради интересния си и колоритен вид. Спорът относно собствеността на стадиона поражда напрежение между клуба и общината в Авейро, което се отразява на финансирането на футболния тим.
През 2006 година ръководството на отбора привлича двукратния носител на златната обувка Марио Жардел, което е една от най-големите новини в португалския футбол за лятния трансферен прозорец. Бразилския голмайстор дебютира с гол още в първия си мач, а феновете виждат в негово лице човека който ще ги върне обратно в елита.
Въпреки това отборът е пред финансова криза и през зимния трансферен прозорец продава звездата си на кипърския Анортозис. Феновете на Бейра Мар са известни като „Auri-negros“ (жълто-черните).

## Успехи
- Купа на Португалия: 1
  - 1998 – 99
- Лига де Онра: 2
  - 2005 – 06, 2009 – 10

## Известни бивши футболисти
- Еузебио
- Антонио Соуса
- Рикардо Соуса
- Марио Жардел
- Миран
- Павел Сърничек
- Муртала Диаките
- Андрия Делибашич
- Фари Файе
- Мариан Земан
- Анди Мариот

## Български футболисти
- Никола Спасов: 1990/91 - (15 мача - 6 гола)
- Петър Петров: 1989/93 - (100 мача - 10 гола)
- Тодор Кючуков: 2006/07 - (1 мач - 0 гола)